# Малый Жайгил
Малый Жайгил— деревня в Селтинском районе Удмуртской Республики. Входит в муниципальное образование «Кильмезское».
В Списке населенных мест Вятской губернии по сведениям 1859-1873 гг. упоминается как казенный починок Малмыжского уезда Селтинской волости Жайгил малой ( Герлуд-Зямай)  (недоступная ссылка)

## Население
| 2010 | 2012 |
| ---- | ---- |
| 59   | ↘58  |

В 1859 году деревня насчитывала 9 дворов, в которых проживало 57 человек. По данным Реестра селений и жителей 1891 г. "Книга Вятских родов" В.А. Старостина в деревне проживало 15 семей (из них 3 семьи Дубовцевых), 107 жителей.

## Инфраструктура
Деревня состоит из двух улиц: Полевая и Николая Дубовцева.